# Jaroslav Kraus
Jaroslav Kraus (9 maggio 1912 – ...) è stato un calciatore boemo, di ruolo portiere.